# The Ditty Bops
The Ditty Bops fue una banda de Los Ángeles, California cuya música es una mezcla de folk, bluegrass, jazz, swing, ragtime y teatro musical. La banda está encabezada por Abby DeWald (voz y guitarra acústica) y Amanda Barrett (voz, mandolina y dulcémele). Como rasgos notables de su estilo están sus excelentes armonías y un estilo y un tempo juguetones, así como sus apariciones en vivo, que combinan elementos teatrales y se centran alrededor de un tema.
Involucradas románticamente desde 1999, las Ditty Bops se conocieron en la ciudad de Nueva York pero se formaron como banda luego de buscar su gato perdido. Cuando Abby y Amanda atravesaron inadvertidamente el patio trasero de un extraño, descubrieron que se trataba de un músico y un ávido coleccionista de guitarras. El las animó a tocar y a formar una banda.
Seis de sus canciones fueron incluidas en la serie televisiva Grey's Anatomy, en los episodios "Winning a Battle, Losing the War", "The First Cut Is the Deepest", "Shake Your Groove Thing" e "If Tomorrow Never Comes". Su canción "There's a Girl" aparece en la banda sonora de la serie.
Desde el 23 de mayo hasta el 2 de septiembre de 2006, las Ditty Bops se embarcaron en un tour en bicicleta a través de Estados Unidos para celebrar el lanzamiento de su segundo álbum "Moon Over the Freeway", viajando desde Los Ángeles a Nueva York y recorriendo 7246 km.
Su Calendario Bikini Vegetal 2007 incluye vegetales en bikini así como bikinis hechos de vegetales.

## Discografía
- The Ditty Bops (CD) - Warner Bros. Records - 2004
- Moon Over The Freeway (CD) - Warner Bros. Records - 2006
- Summer Rains (CD) - 2008